# RAF-251
 (avril 2021).
Si vous disposez d'ouvrages ou d'articles de référence ou si vous connaissez des sites web de qualité traitant du thème abordé ici, merci de compléter l'article en donnant les références utiles à sa vérifiabilité et en les liant à la section « Notes et références ».
Le RAF-251 était un bus produit par la RAF de 1949 à 1958. La plupart des composants du châssis provenaient du camion GAZ-51, mais il avait une carrosserie complètement différente. Le bus avec le ZIS-154 et le ZIS-155 étaient les bus les plus courants en Union soviétique et en Europe de l'Est.

## Histoire
Les bus basés sur le GAZ-51, le GAZ-AA ou le GAZ-MM étaient assez courants en Union soviétique et en Europe de l'Est, mais ils n'étaient pas très confortables ou sûrs, donc en 1948, la RAF a commencé à planifier la sortie d'un nouveau bus pleine grandeur. Ils ont décidé d'utiliser le châssis du camion GAZ-51 mais ont utilisé une carrosserie complètement différente qui était plus sûre. Le nouveau bus est sorti en 1949 et au cours des premiers mois après sa sortie, environ 5 unités ont été vendues et produites.